# Roxana Díaz Burgos
Roxana Díaz Burgos (Caracas, 20 febbraio 1972) è un'attrice e modella venezuelana.
Ha partecipato a Miss Venezuela 1992 ed ha lavorato in numerose serie tv, telenovelas e film.

## Filmografia

### Cinema
- Política correcta, regia di Belén Anguas (2015)

### Televisione
- Sirena - serie TV, episodi 1x01-1x07 (1993)
- La hija del presidente - serie TV, episodi 1x02-1x04 (1994)
- La llaman Mariamor - serie TV, 181 episodi (1996-1997)
- Aunque me cueste la vida - serie TV, 119 episodi (1998)
- Cuando hay pasión - serie TV, 65 episodi (1999)
- Mis 3 hermanas - serie TV, 150 episodi (2000)
- Carissima - serie TV, 102 episodi (2001)
- Juana la virgen - serie TV, episodio 1x01 (2002)
- La señora de Cárdenas, regia di Luis Manzo - film TV (2003)
- ¡Qué buena se puso Lola! - serie TV, 140 episodi (2004)
- Por todo lo alto - serie TV, 120 episodi (2006)
- Pobre Millonaria - serie TV, 100 episodi (2008)
- Que el Cielo Me Explique - serie TV, episodi 1x01-1x02-1x03 (2011)
- El Árbol de Gabriel - serie TV, 171 episodi (2011)
- Dulce Amargo - serie TV, 4 episodi (2012)